# Оскар (70-та церемонія вручення)
70-та церемонія вручення нагород премії «Оскар» Академії кінематографічних мистецтв і наук за досягнення в галузі  кінематографа за 1997 рік  відбулася 23  березня 1998 року в Лос-Анджелесі, штат Каліфорнія, США.

## Переможці та номінанти
Переможці вказуються першими, виділяються жирним шрифтом та відмічені знаком «★».
| Найкращий фільм | Найкраща режисерська робота |
| --- | --- |
| - «Титанік» – Джеймс Кемерон, Джон Ландау ★ - «Краще не буває» – Джеймс Брукс, Бріджит Джонсон, Крісті Зеа - «Розумник Вілл Гантінґ» – Лоуренс Бендер - «Таємниці Лос-Анджелеса» – Арнон Мілчен, Кертіс Хенсон, Майкл Натансон - «Чоловічий стриптиз» – Уберто Пазоліні | - Джеймс Кемерон – «Титанік» ★ - Ґас Ван Сент – «Розумник Вілл Гантінґ» - Атом Егоян – «Солодке майбутнє» - Кертіс Хенсон – «Таємниці Лос-Анджелеса» - Пітер Каттанео – «Чоловічий стриптиз» |
| Найкраща чоловіча роль | Найкраща жіноча роль |
| - Джек Ніколсон – «Краще не буває» за роль Мелвіна Удалла ★ - Дастін Гоффман – «Хвіст крутить собакою» за роль Стенлі Мотса - Метт Деймон – «Розумник Вілл Гантінґ» за роль Вілла Гантінґа - Пітер Фонда – «Золото Улі» за роль Улісса «Улі» Джексона - Роберт Дюваль – Апостол за роль Еліса Дюві, «Сані»/«Апостола»                                                                                  | - Гелен Гант – «Краще не буває» за роль Керол Коннеллі ★ - Гелена Бонем Картер – «Крила голубки» за роль Кейт Крой - Джуді Денч – «Місіс Бравн» за роль королеви Вікторії - Джулі Крісті – «Післясвітіння» за роль Філіси Манн - Кейт Вінслет – «Титанік» за роль Рози Дьюітт Б'юкейтер |
| Найкраща чоловіча роль другого плану | Найкраща жіноча роль другого плану |
| - Робін Вільямс – «Розумник Вілл Гантінґ» за роль доктора Шона Магуайра ★ - Берт Рейнольдс – «Ночі в стилі бугі» за роль Джека Хорнера - Грег Кіннер – «Краще не буває» за роль Симона Бішопа - Ентоні Гопкінс – «Амістад» за роль Джона Квінсі Адамса - Роберт Форстер – «Джекі Браун» за роль Макса Черрі                                                                                            | - Кім Бейсінгер – «Таємниці Лос-Анджелеса» за роль Лінни Брекен ★ - Глорія Стюарт – «Титанік» за роль Рози Доусон Келверт - Джоан К'юсак – «Вхід та вихід» за роль Емілі Монтгомері - Джуліанн Мур – «Ночі в стилі бугі» за роль Ембер Уейвз/Меггі - Мінні Драйвер – «Розумник Вілл Гантінґ» за роль Скайлари Сатенштейн |
| Найкращий оригінальний сценарій | Найкращий адаптований сценарій |
| - «Розумник Вілл Гантінґ» – Метт Деймон, Бен Аффлек ★ - «Краще не буває» – Марк Андрусь, Джеймс Брукс - «Ночі в стилі бугі» – Пол Томас Андерсон - «Чоловічий стриптиз» – Саймон Бофой - «Розбираючи Гаррі» – Вуді Аллен | - «Таємниці Лос-Анджелеса» – Браян Хельгеланд, Кертіс Хенсон за однойменним романом Джеймса Еллроя ★ - «Доні Браско» – Пол Аттанасіо за книгою «Донні Браско: Моє таємне життя в мафії» Джозефа Пістоуна та Річарда Вудлі - «Крила голубки» – Гусейн Аміні за однойменним романом Генрі Джеймса - «Хвіст крутить собакою» – Девід Мамет, Хіларі Хенкін за романом «Американський герой» Ларрі Бейнхарта - «Солодке потойбічне життя» – Атом Егоян за однойменним романом Рассела Бенкса |
| Найкраща оригінальна драматична партитура | Найкращий фільм іноземною мовою |
| - «Титанік» – Джеймс Горнер ★ - «Амістад» – Джон Вільямс - «Розумник Вілл Гантінґ» – Денні Ельфман - «Таємниці Лос-Анджелеса» – Джеррі Голдсміт - «Кундун» – Філіп Ґласс | - ★ «Характер», реж.: Майк ван Дім, - «Злодій», реж.: Павло Чухрай, - «Поза тишею», реж.: Керолайн Лінк - «Таємниці серця», реж.: Мончо Армендаріс, - «Чотири дні у вересні», реж.: Бруно Баррето, |
| Найкращий документальний повнометражний фільм | Найкращий документальний короткометражний фільм |
| - «Довга дорога додому» – рабин Марвін Хієр, Річард Транк ★ - «4 маленькі дівчинки» – Спайк Лі, Сем Поллард - «Айн Ренд: Відчуття життя» – Майкл Пекстон - «Вако: Правила ведення бойових дій» – Ден Гіффорд, Вільям Газецький - «Кольори прямо вгору» – Мікеле Охайон, Джулія Шахтер | - «Історія зцілення» – Донна Дьюї, Керол Пастернак ★ - «Аляска: Дух дикої природи» – Джордж Кейсі, Пол Новрос - «Амазонка» – Кіт Мерріл, Джонатан Стерн - «Все ще брикає: Казкові дурості Палм-Спрінгс» – Мел Дамскі, Андреа Блаугрунд - «Сімейні відеощоденники: Дочка нареченої» – Террі Рендалл |
| Найкращий ігровий короткометражний фільм | Найкращий анімаційний короткометражний фільм |
| - «Візи й чеснота» – Кріс Тасіма, Кріс Донахью ★ - «Танцюй, Лексі, танцюй» – Тім Лоан - «Вольфганг» – Андерс Томас Єнсен, Кім Магнуссон - «Кохані?» – Біргер Ларсен, Томас Лідхольм - «Приємно говорити» – Роджер Голдбі, Барні Райз | - «Гра Джері» – Ян Пінкава ★ - «Відомий Фред» – Джоанна Куінн - «Повернення Червоної Шапочки» – Стів Мур, Ден О'Шеннон - «Русалка» – Олександр Петров - «Старенька і голуби» – Сильвен Шоме |
| Найкраща оригінальна музична або комедійна партитура | Найкраща пісня до фільму |
| - «Чоловічий стриптиз» – Енн Дадлі ★ - «Анастасія» – музика: Стівен Флаерті; слова: Лінн Аренс; оркестрова партитура: Девід Ньюман - «Весілля мого найкращого друга» – Джеймс Ньютон Говард - «Краще не буває» – Ганс Циммер - «Люди в чорному» – Денні Ельфман | - «My Heart Will Go On» – «Титанік» – музика: Джеймс Горнер; слова: Уілл Дженнінгс ★ - «Go the Distance» – «Геркулес» – музика: Алан Менкен; слова: Девід Зіппел - «How Do I Live» – «Повітряна тюрма» – музика та слова: Дайан Уоррен - «Journey to the Past» – «Анастасія» – музика: Стівен Флаерті; слова: Лінн Аренс - «Miss Misery» – «Розумник Вілл Гантінґ» – музика та слова: Елліотт Сміт                                                                                      |
| Найкращий монтаж звукових ефектів | Найкращий звук |
| - «Титанік» – Том Белфорт, Крістофер Бойс ★ - «Без обличчя» – Марк Стокінгер, Пер Халберг - «П'ятий елемент» – Марк Мангіні | - «Титанік» – Гері Рідстром, Том Джонсон, Гері Саммерс, Марк Улано ★ - «Контакт» – Ренді Том, Том Джонсон, Денніс С. Сендс, Вільям Б. Каплан - «Літак президента» – Пол Мессі, Рік Клайн, Даг Хемфілл, Кіт А. Вестер - «Повітряна тюрма» – Кевін О'Коннелл, Грег П. Рассел, Арт Рочестер - «Таємниці Лос-Анджелеса» – Енді Нельсон, Анна Бельмер, Кірк Френсіс |
| Найкраща робота художника-постановника | Найкраща операторська робота |
| - «Титанік» – артдиректор: Пітер Ламонт; художник-декоратор: Майкл Д. Форд ★ - «Гаттака» – артдиректор: Ян Рульфс; художник-декоратор: Ненсі Най - «Люди в чорному» – артдиректор: Бо Уелч; художник-декоратор: Шеріл Карасік - «Таємниці Лос-Анджелеса» – артдиректор: Жанін Оппволл; художник-декоратор: Джей Харт - «Кундун» – артдиректор: Данте Ферретті; художник-декоратор: Франческа Ло Ск'яво | - «Титанік» – Рассел Карпентер ★ - «Амістад» – Януш Камінський - «Крила голубки» – Едуардо Серра - «Таємниці Лос-Анджелеса» – Данте Спінотті - «Кундун» – Роджер Дікінс |
| Найкращий грим та зачіски | Дизайн костюмів |
| - «Люди в чорному» – Рік Бейкер, Девід Лерой Андерсон ★ - «Титанік» – Тіна Ерншоу, Грег Канном, Саймон Томпсон - «Місіс Браун» – Ліза Весткотт, Вероніка Бребнер, Беверлі Бінда | - «Титанік» – Дебора Лінн Скотт ★ - «Амістад» – Рут Е. Картер - «Крила голубки» – Сенді Пауелл - «Оскар і Люсінда» – Джанет Паттерсон - «Кундун» – Данте Ферретті |
| Найкращий монтаж | Найкращі візуальні ефекти |
| - «Титанік» – Конрад Бафф IV, Джеймс Кемерон, Річард А. Харріс ★ - «Краще не буває» – Річард Маркс - «Літак президента» – Річард Френсіс-Брюс - «Розумник Вілл Гантінґ» – П'єтро Скалія - «Таємниці Лос-Анджелеса» – Петро Ченнес | - «Титанік» – Роберт Легато, Марк Ласофф, Томас Л. Фішер, Майкл Канфер ★ - «Зоряний десант» – Філ Тіпетт, Скотт Е. Андерсон, Алек Гілліс, Джон Річардсон - «Парк Юрського періоду 2: Загублений світ» – Денніс Мурен, Стен Вінстон, Рендал М. Дутра, Майкл Лантьєрі |

## Фільми з кількома номінаціями та нагородами
На премії «Оскара» фільми отримали номінації.
| Номінації | Фільм                    | Нагороди |
| --------- | ------------------------ | -------- |
| 14        | «Титанік»                | 11       |
| _         | «Розумник Вілл Гантінґ»  | _        |
| _         | «Таємниці Лос-Анджелеса» | _        |
| _         | «Краще не буває»         | _        |
| _         | «Амістад»                | _        |
| _         | «Чоловічий стриптиз»     | _        |